# Pointe d'Astorg
Pour les articles homonymes, voir Astorg.
La pointe d'Astorg, ou punta Astorg en espagnol, est un sommet des Pyrénées espagnoles qui culmine à 3 354 m d'altitude, dans le massif de la Maladeta. Il s'agit du second plus haut sommet du massif, après l'Aneto (3 404 m) et du quatrième plus haut sommet des Pyrénées, derrière l'Aneto, le pic des Posets et le mont Perdu.

## Toponymie
Le sommet était appelé pic Lerilica jusqu'à son ascension le 9 juillet 1901 par le comte René d'Astorg (1860-1940), un pyrénéiste français. Le sommet a été rebaptisé en son nom.
La pointe d'Astorg est le point culminant d'une grande crête appelée cresta Maldito en espagnol, littéralement « crête maudite » en français. Les premières ascensions dans le massif de la Maladeta pour vaincre l'Aneto furent en effet à l'origine de plusieurs catastrophes dans les glaciers. La mort en 1824 dans la rimaye du glacier de la Maladeta de Pierre Barrau de la Compagnie des guides de Luchon, considéré alors comme le doyen et expert de la zone, provoqua une véritable émotion parmi les guides locaux : ces derniers, déjà très effrayés par les risques du glacier, furent alors paniqués par ce massif qu'ils considéraient désormais comme maudit.

## Géographie

### Situation

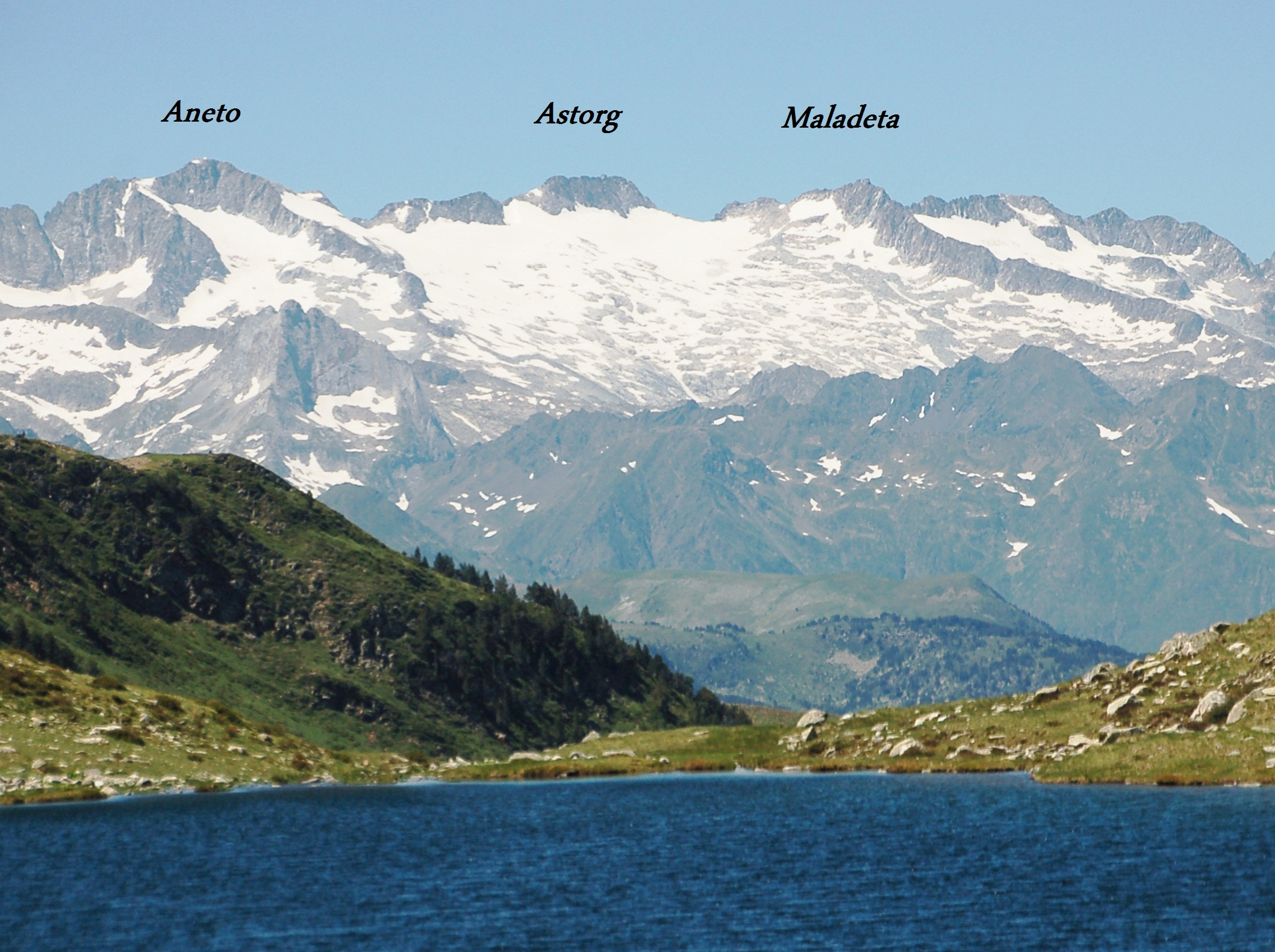
Vue de l'Aneto, de la pointe d'Astorg, et de la Maladeta.

La pointe d'Astorg est un sommet du massif de la Maladeta, dans le parc naturel de Posets-Maladeta, sur la crête séparant la vallée de Vallibierna au sud et la vallée de Bénasque au nord.
Le sommet surplombe au nord les lacs de Coronas et l'ibón Maldito (2 970 m) qui est le troisième plus haut lac des Pyrénées. À l'ouest se trouve le lac de Cregüena.
Sur sa face nord se trouve le glacier de l'Aneto, plus grand glacier des Pyrénées avec une superficie de 64 ha en 2007. Ce dernier est en régression franche en raison du changement climatique. Durant le dernier siècle il a perdu plus de la moitié de sa surface, et d'ici 30 ou 40 ans il pourrait disparaître.

### Topographie
Au sein du massif de la Maladeta, la pointe d'Astorg est située entre la Maladeta et l'Aneto. Elle est séparée de ce dernier par un sommet peu individualisé, le pic de Coronas (3 293 m et 30 mètres de hauteur de culminance).

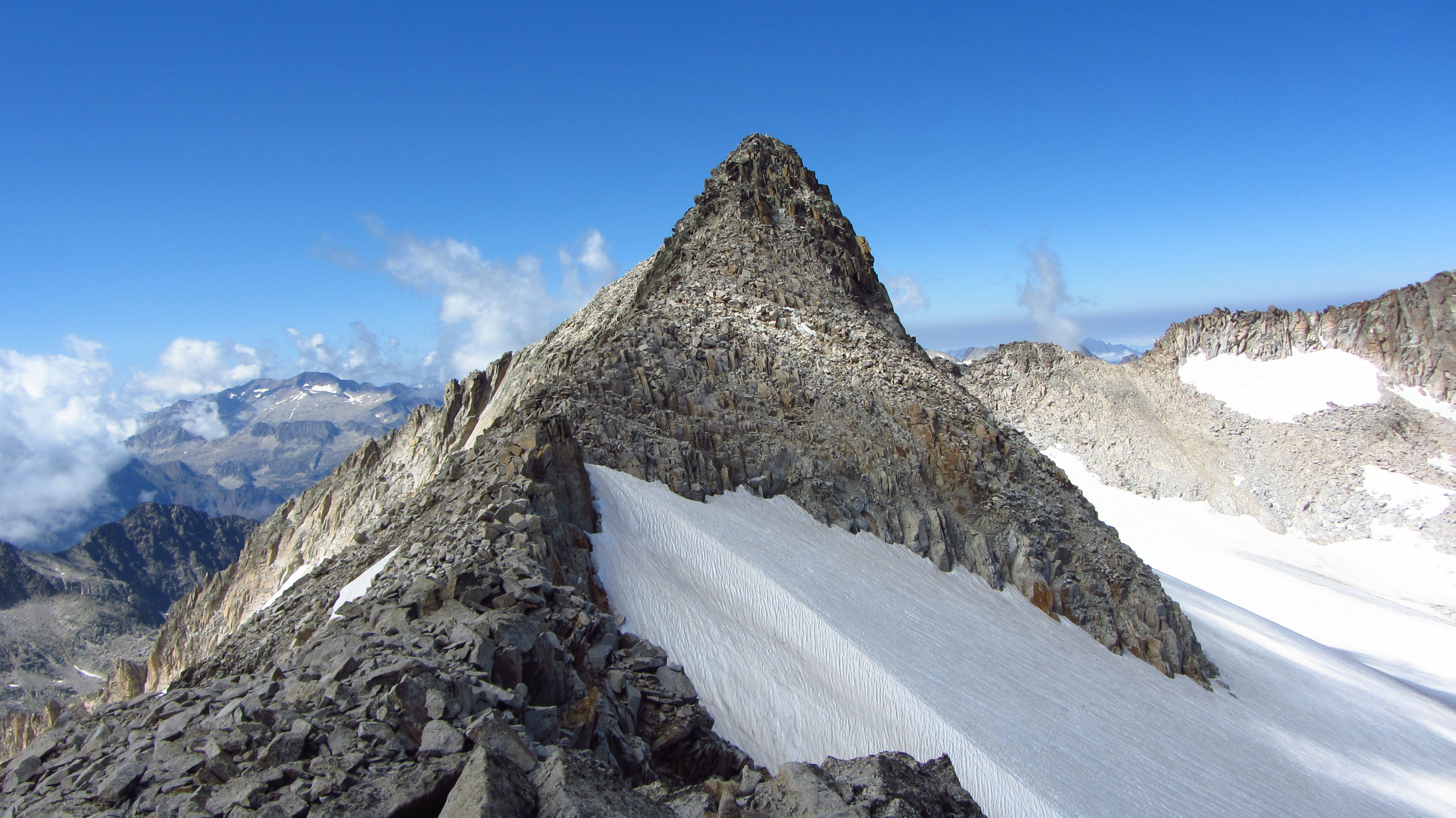
Vue de l'extrémité sud-est de la cresta Maldito depuis le pic Coronas.

C'est le point culminant de la cresta Maldito qui est également connue sous le nom de cresta del Medio, en référence à sa position centrale entre l'Aneto et la Maladeta. Cette crête étroite s'étend quasiment à l'horizontale comme une muraille sur plus de 600 m, à près de 3 350 m d'altitude, entre son extrémité nord-ouest appelée pic Maudit (3 354 m) et son extrémité sud-est appelée pico del Medio (3 346 m).
Le pic Maudit et le pico del Medio ont des hauteurs de culminance négligeables (une dizaine de mètres) et sont donc de facto des antécimes de la pointe d'Astorg selon le critère alpin du bulletin 145 de l'UIAA (30 m de culminance minimum), ; mais ils sont néanmoins répertoriés dans la liste UIAA des 3 000 pyrénéens en tant que sommets principaux. Cependant, l'extrémité nord-ouest (pic Maudit) est un nœud d'arête topographiquement important, étant à l'intersection de la cresta Maldito, de la cresta de Cregüena et de la cresta de Los Portillones. Au nord du pic Maudit se trouve un petit pic classé dans la liste UIAA des 3 000 pyrénéens en tant que sommet secondaire : l'aiguille Schmidt-Endell (3 335 m) ; ce sommet, à l'instar du pic Maudit et du pico del Medio, a également une hauteur de culminance insignifiante (une dizaine de mètres).
La pointe d'Astorg a une hauteur de culminance de 157 mètres, ce qui en fait un sommet de premier ordre.

### Géologie
Le massif de la Maladeta est un massif granitique. Le sommet proprement dit de la pointe d'Astorg est d'ailleurs un monolithe granitique de deux mètres de haut.

### Climat
La pointe d'Astorg, à l'instar de l'Aneto, est soumise à un climat de haute montagne subocéanique et glaciaire.

## Histoire
La première ascension a eu lieu le 9 juillet 1901. René d'Astorg et Henri Brulle étaient accompagnés par les guides Célestin Passet et François Bernat-Salles. La pointe d'Astorg a donc été gravie tardivement dans l'histoire des Pyrénées : un siècle après le mont Perdu qui a pourtant la même altitude, et 60 ans après celle de l'Aneto.
Henri Beraldi relate cette première ascension dans son ouvrage Cent Ans aux Pyrénées : « Le dimanche 8 juillet, Brulle et d'Astorg ayant joint à Luchon Célestin et Bernat, grimpent au port de Venasque en deux heures deux minutes depuis l'Hospice et couchent chez Cabellud. Le lundi, ils partent à 5 h. 20 : Plan des Étangs, Portillon, glacier sans crevasse et attaque du pic du Milieu par son milieu. La bergschrund est facile, mais, au-dessus, les rochers verglacés exigent de très grandes précautions. Sommet - le vrai - un monument mégalithique : un gros bloc surplombant et, posé dessus, un obélisque. Seul, le Pie du Portillon d'Oô est d'une extrémité plus sensationnelle. Les ascensionnistes se placent sur l'obélisque, c'est l'ascension complète. Descente par le même chemin, avec d'infinies précautions : c'est vraiment dangereux. Sans le mauvais temps, on aurait essayé de suivre la crête jusqu'au col Coroné. Gros obstacles probables. »

## Ascension

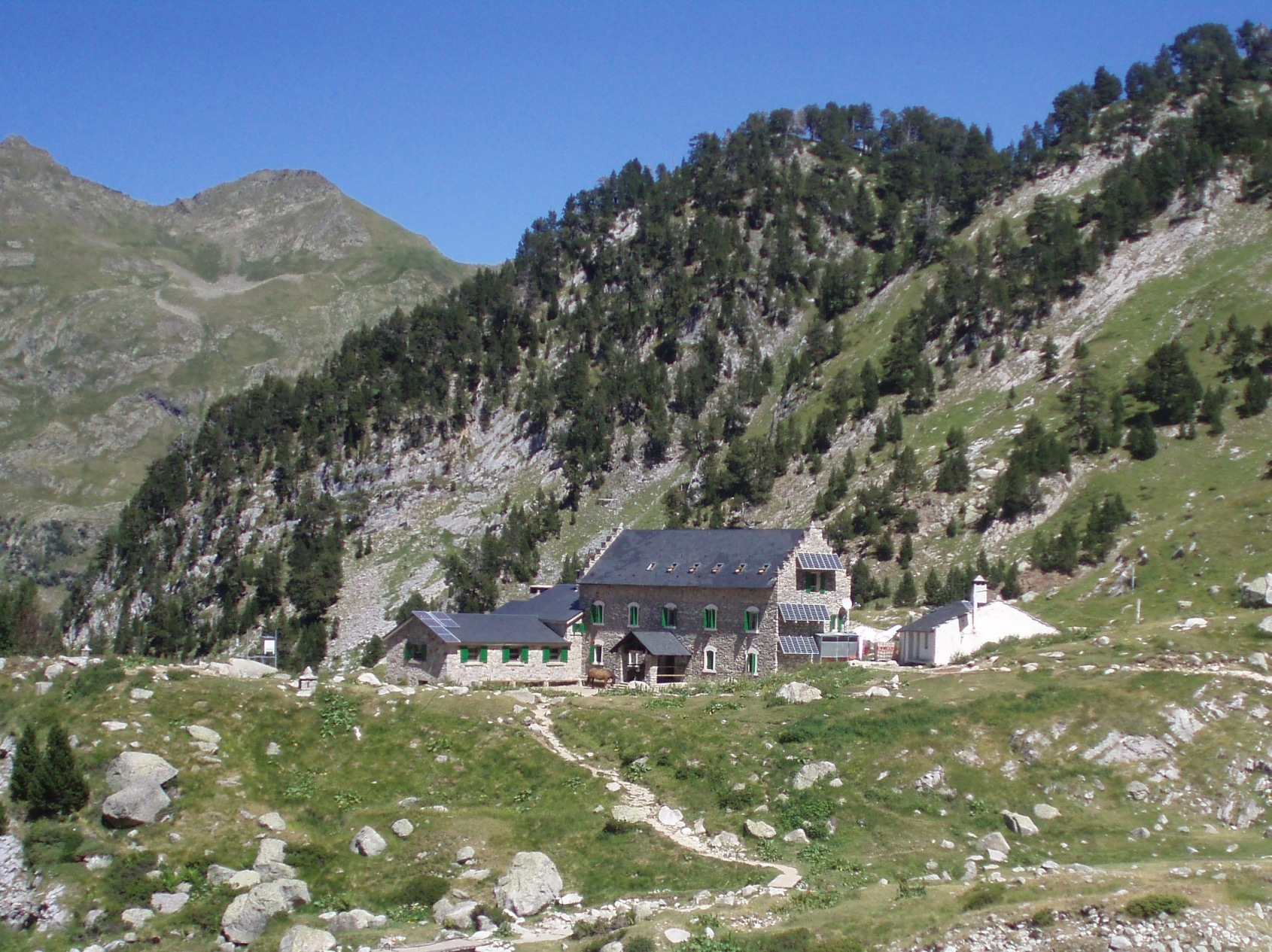
Vue du refuge de la Rencluse.

Bien que la pointe d'Astorg soit le troisième plus haut sommet des Pyrénées avec le mont Perdu, celle-ci est nettement moins connue et peu fréquentée. Cela s'explique logiquement par la proximité directe de l'Aneto qui tend à l'éclipser, par son ascension relativement difficile et par le fait que le mont Perdu soit le point culminant de son massif. La pointe d'Astorg est un sommet compliqué d'accès en raison du terrain. Elle est nettement plus difficile d'accès que l'Aneto.
La voie normale passe par le refuge de la Rencluse, par le glacier de l'Aneto. On peut rejoindre la cresta Maldito depuis le col Maudit (3 205 m) au nord, au pied de la Maladeta, ou depuis le col du Milieu (3 268 m) au sud, à proximité du pic de Coronas ; en suivant la crête on aboutit au sommet de la pointe d'Astorg (III). L'accès peut également se faire par le sud, par la vallée de Vallibierna, le refuge de Coronas, les lacs de Coronas et le col de Coronas à partir duquel on accède au col du Milieu en traversant le pic de Coronas. On peut également directement atteindre la pointe d'Astorg en remontant un couloir de la face Nord qui aboutit directement au sommet (IIsup-III).
La pointe d'Astorg présente également des voies d'escalade un peu plus délicates :
- la face ouest est traversée par un grand couloir de près de 300 mètres, enneigé tardivement : la diagonal al Maldito. Cette course est cotée AD+ (III+ lorsqu'elle est dégagée en été, 55° pour les ascensions hivernales) ;
- la cresta de Creguëna, longue de 1,3 km, part du pic d'Aragüells et traverse l'aiguille Juncadella, l'aiguille Cregüena et l'aiguille Haurillon. Elle est cotée AD+.